# David Velásquez
José David Velásquez Colón (sinh ngày 8 tháng 12 năm 1989) là một cầu thủ bóng đá người Honduras hiện tại thi đấu cho Real España ở Liga National De Honduras.

## Sự nghiệp câu lạc bộ
Velásquez khởi đầu sự nghiệp với câu lạc bộ quê nhà Victoria và không thay đổi câu lạc bộ từ đó. Tuy nhiên vào tháng 12 năm 2012, có tin đồn răng Velásquez sẵn sàng gia nhập đội bóng Major League Soccer Seattle Sounders.

## Sự nghiệp quốc tế
Velásquez được lựa chọn vào đội tuyển Olympic Honduras tham dự Thế vận hội Mùa hè 2012. Anh có màn ra mắt cho Honduras vào tháng 4 năm 2012 trong trận giao hữu trước Costa Rica và tính đến tháng 2 năm 2013, có tổng cộng 2 lần ra sân, không ghi được bàn nào.